# Patienteninformationszentrum
Patienteninformationszentren (PIZ) sind Biblio- und Mediatheken für Patienten und Angehörige unter pflegerischer Leitung. Ratsuchende finden dort Informationen und Beratung zum täglichen Umgang mit ihrer Krankheit. Das erste deutsche Patienteninformationszentrum wurde 1999 am Lüdenscheider Krankenhaus gegründet, kurz darauf bildete sich das Netzwerk Patienten- und Familienedukation an der Universität Witten/Herdecke. Es bündelt bis heute die Patienteninformationszentren in Deutschland.
Mitte der 1990er Jahre wurde die Idee aus Boston/USA mitgebracht, bei einem Besuch im Beth-Israel-Deaconess-Hospital wurde das erste „Patient-Learning-Center“ vorgefunden. Heute gehören diese zum Standard bei Zertifizierungen in den USA, insbesondere „Magnet-Hospitals“ müssen Angebote der Patienteninformation, der Schulung und Beratung vorweisen. Dahinter steckt die Vorstellung, dass Betroffene mit chronischen Krankheiten lernen müssen, selbst gut mit sich umzugehen, um Komplikationen zu verhindern und Lebensqualität zu erhalten. Insbesondere Kliniken sind  geeignete Orte für einen Start in ein selbstbestimmtes Leben. Hier sind Fachleute und vielfach gibt es bereits einzelne Schulungsangebote. Patienteninformationszentren sollten an allen Bedarfs-Orten von Pflege- und Gesundheitsfragen sein: in größeren Versorgungszentren (Medizin/Pflege), Gesundheitsämtern, bei Versicherungen oder auch in öffentlichen Bibliotheken.
Die Besucher erhalten kompetente Hilfen, den „Informations-Dschungel“ zu sichten, geprüfte Broschüren werden vorgehalten, seriöse Adressen empfohlen. Alltagsfragen zum Umgang mit der Krankheit können gestellt werden (Urlaub, Freizeit, Haustiere usw.).
Etwa 15 Patienteninformationszentren sind im Verein organisiert, jeweils mit unterschiedlicher Ausrichtung und an verschiedenen Krankenhäusern. Entscheidend sind eine gute interne und externe Öffentlichkeit, Präsenz in den lokalen Medien, Hinweise an alle Klinikpatienten. Interessierte Bürger suchen die PIZes auf, es gibt abendliche Veranstaltungen zu Gesundheitsthemen. Die Patienteninformationszentren arbeiten an vielen Aktivitäten, so werden kleine und große Schulungsprogramme entwickelt und direkt auf den Stationen eingeführt, Material selbst entwickelt, mobil mit einem Wagen über die Abteilungen gefahren und insgesamt die interdisziplinäre Zusammenarbeit mit allen Berufsgruppen gepflegt. Die Pflege-Mitarbeiterinnen der Patienteninformationszentren verfügen über Spezialisierungen und Gesprächskompetenz, das Themenspektrum der Biblio- und Mediatheken richtet sich nach dem Patientenklientel der Klinik. Gute Kontakte werden örtlich zu anderen Anbietern gehalten, etwa auch zu Selbsthilfegruppen. Essentiell für die Arbeit sind eine zentrale Lage, etwa 1–2 Räume im Eingangsbereich, auch großzügige Öffnungszeiten sind wichtig.